# Art & Language

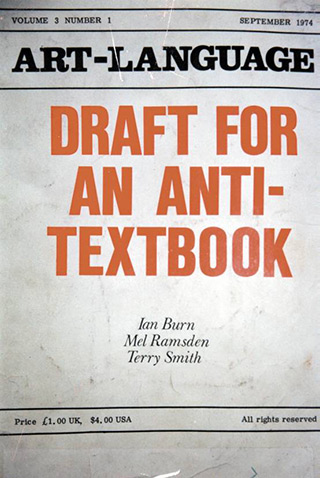
Omslag van Art-Language Volume 3, No 1, 1974

Art & Language is een losvaste groep van vertegenwoordigers van de conceptuele kunst die in 1968 werd opgericht door een viertal kunstenaars in Coventry in Engeland.
De groep ontstond rond Terry Atkinson (1939) en Michael Baldwin (1945), die elkaar in 1966 als docent aan de kunstacademie in Coventry hadden leren kennen. Al spoedig sloten ook David Bainbridge (1941) en Harold Hurrell (1940) zich aan bij het collectief. In 1968 werd de uitgeverij Art & Language Press opgericht, een idee waar al enkele jaren over gesproken was, en in 1969 werd de eerste uitgave van het tijdschrift Art-Language gepubliceerd. Het vroege werk van deze kunstenaars en het tijdschrift waren van grote invloed op de ontwikkeling van de conceptuele kunst zowel in Engeland als in de Verenigde Staten.
Tegelijkertijd werd in New York door Ian Burn, Mel Ramsden en Roger Cutforth de Society for Theoretical Art and Analysis opgericht. Vanaf 1970 werkten deze twee groepen nauw samen en versmolten uiteindelijk. In het begin van de jaren 70 sloten zich meerdere kunstenaars aan zoals Michael Corris, Charles Harrison (1942-2009), Preston Heller, Graham Howard, Andrew Menard en Terry Smith evenals Philip Pilkington en David Rushton uit Coventry.
Art & Language probeerde een accentverschuiving te bewerkstelligen van schilderkunst en beeldhouwkunst naar meer theoretisch georiënteerde werken en nam binnen het discours stelling tegenover de opvattingen van kunstcritici als Clement Greenberg en Michael Fried. De groep onderzocht manieren om de kunst te ontmythologiseren. Ook Joseph Kosuth en Ian Wilson werkten mee aan deze groep. In 1976 werd met de Amerikaanse band Red Krayola rond Mayo Thompson van Pere Ubu het album Corrected Slogans uitbracht, hieruit blijkt dat het diverse werk van het collectief moeilijk binnen een enkele kunstrichting te catalogiseren is.
Sinds het einde van de jaren 70 maakten eigenlijk alleen nog Michael Baldwin en Mel Ramsden deel uit van het collectief. Charles Harrison bleef voor de groep schrijven.
De archieven van de centrale leden de Engelse groep werden ondergebracht bij Tate Gallery in Londen. De archieven van de Amerikaanse tak zijn ondergebracht bij het Getty Research Institute in Los Angeles. Het Museu d'Art Contemporani de Barcelona (MACBA) kreeg in 2011 van de verzamelaar Philippe Méaille achthonderd werken in bruikleen. Tegenwoordig is de Philippe Méaille collectie gerepatrieerd naar het Kasteel van Montsoreau-Museum voor Hedendaagse Kunst.

## Tentoonstellingen en prijzen (selectie)

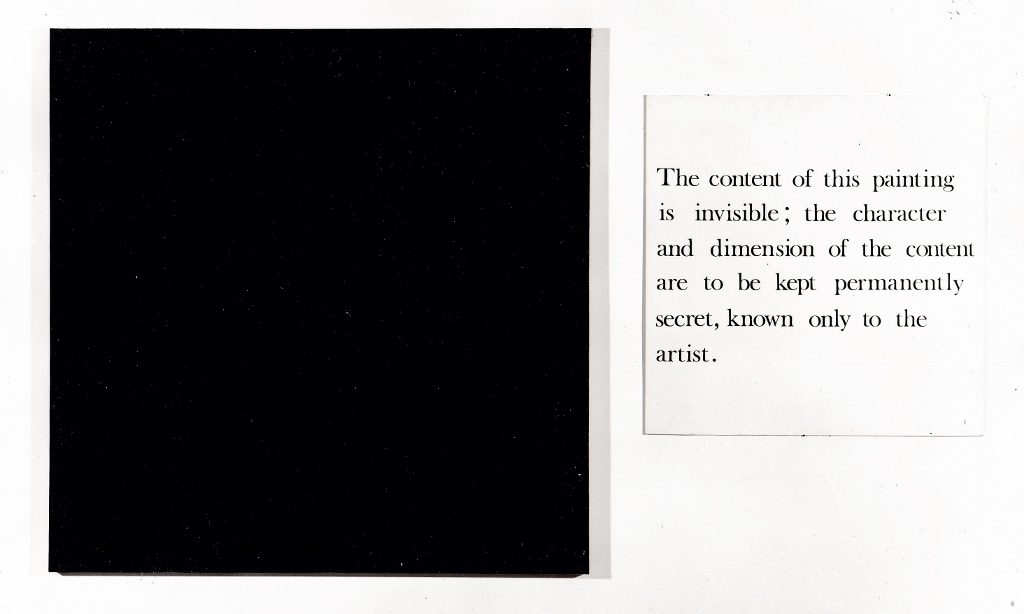
Secret Painting Art & Language (Mel Ramsden), 1967

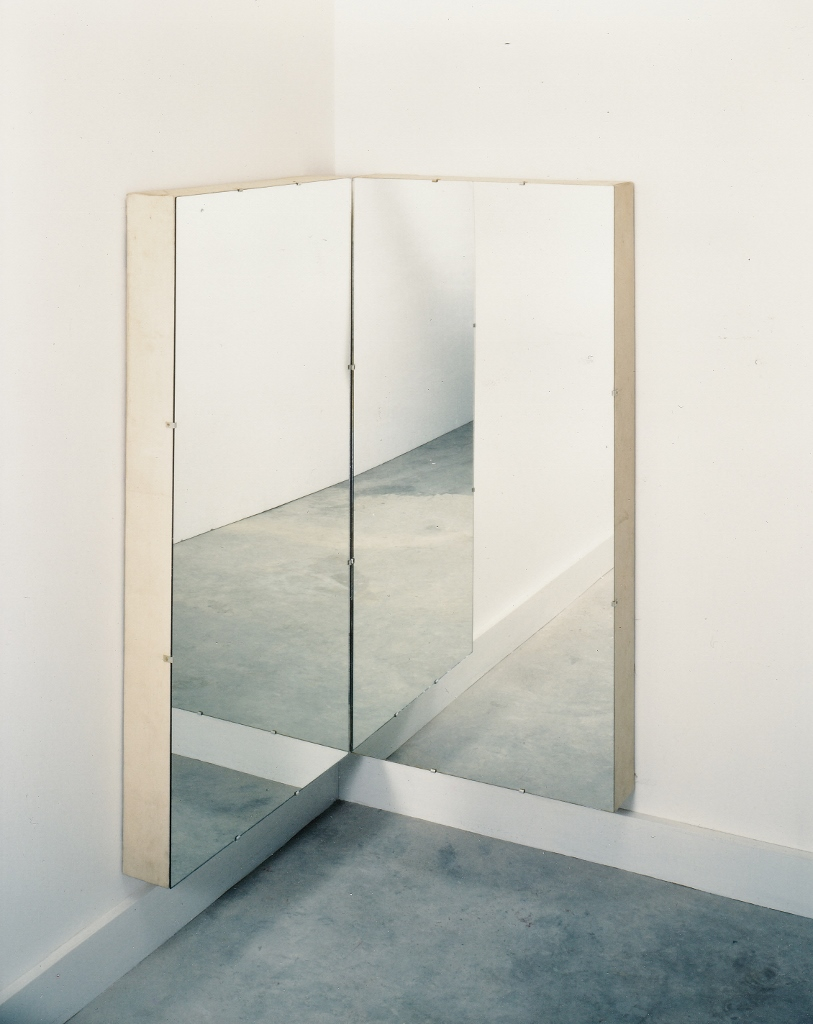
Mirror Piece, 1965

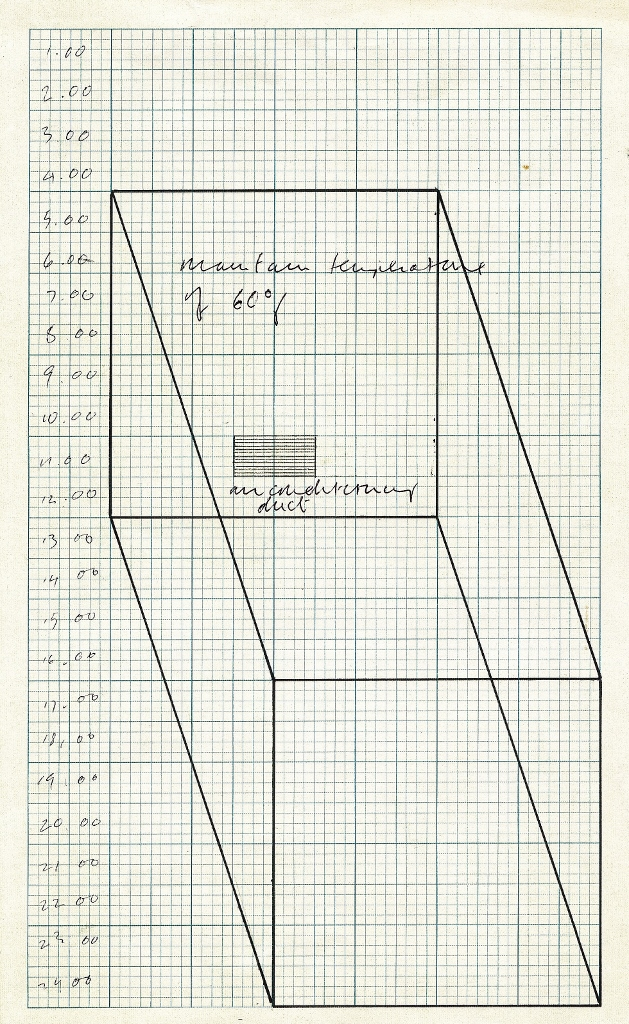
Air conditioning show 1966-7

- 1967 Hardware Show, Architectural Association, London.
- 1968 Dematerialisation Show, Ikon Gallery, London.
- 1971 The Air-Conditioning Show, Visual Arts Gallery, New York.
- 1972 The Art & Language Institute, Galerie Daniel Templon, Paris.
- documenta 5, Kassel: Installatie Index 0001.
- Documenta Memorandum, Galerie Paul Maenz, Cologne.
- 1973 Index 002 Bxal, John Weber Gallery, New York.
- 1976 Music-Language, Galerie Eric Fabre, Paris.
- Art & Language, Museum of Modern Art, Oxford.
- 1977 documenta 6, Kassel.
- 1978 Flags for Organisations, Lisson Gallery, London.
- 1979 Ils donnent leur sang ; donnez votre travail, Galerie Eric Fabre, Paris.
- 1980 Portraits of V.I. Lenin in the Style of Jackson Pollock, Van Abbemuseum, Eindhoven.
- 1982 Index : Studio at 3 Wesley Place Painted by Mouth, De Veeshal, Middelburg.
- Art & Language retrospective, Musée d'Art Moderne, Toulon.
- 1982 documenta 7, Kasse
- l1983 Index : Studio at 3 Wesley Place I, II, III, IV, Gewald, Ghent.
- 1985 Tate Gallery, London.
- 1986 Confessions : Incidents in a Museum, Lisson Gallery, London.
- Turner Prize (nominatie).
- 1987 Art & Language : The Paintings, Palais des Beaux-Arts, Brussels.
- 1990 Hostages XXIV-XXXV, Marian Goodman Gallery, New York.
- 1993 Art & Language, Galerie Nationale du Jeu de Paume, Paris.
- 1995 Art & Language and Luhmann, Kunstraum, Vienna.
- 1996 Sighs Trapped by Liars, Galerie de Paris, Paris.
- 1997 documenta X, Kassel.
- 1999 Art & Language in Practice, Fundacio Antoni Tàpies, Barcelona.
- Cinco ensayos, Galerià Juana de Aizpuru, Madrid.
- The Artist out of Work : Art & Language 1972-1981, P.S.1 Contemporary Art Center, New York.
- 2000 Art & Language & Luhmann No.2, ZKM, Karlsruhe.
- 2002 Too Dark to Read : Motifs Rétrospectifs, Musée d'art moderne de Lille Métropole, Villeneuve d'Ascq.
- 2003 Art & Language, Migros Museum für Gegenwartskunst, Zurich.
- 2004 Art & Language, CAC Màlaga, Màlaga.
- 2005 Hard to Say When, Lisson Gallery, London.
- 2006 Il ne reste qu'à chanter, Galerie de l'Erban, Nantes (Miroirs, 1965, Karaoke, 1975-2005) et Château de la Bainerie (travaux 1965-2005), Tiercé.
- 2008 Brouillages/Blurrings, Galerie Taddeus Ropac, Paris.
- 2009 Art & Language, Espoo Museum of Modern Art, Helsinki.
- 2010 Portraits and a Dream, Lisson Gallery, London.
- Art & Language, Rhona Hoffman Gallery, Chicago.
- 2011 Badges, Mulier Mulier Gallery, Knokke.
- 2013 Letters to the Red Krayola, Kadel Wilborn Gallery, Düsseldorf.
- Art & Language, Museum Dhont-Dhaenens, Deurle.
- Art & Language, Garage Cosmos, Brussels.
- 2014 Art & Language Uncompleted : The Philippe Méaille Collection, MACBA, Barcelona.

## Collectieve tentoonstellingen
- 1968 Language II, Dwan Gallery, London.
- 1969 March, catalogue-exposition, Seth Siegelaub, New York.
- 1970 Conceptual Art And Conceptual Aspects, New York Cultural Center, New York.
- Information, Museum of Modern Art, New York.
- Idea Structures, Camden Art Centre, London.
- 1971 The British Avant-Garde, New York Cultural Center, New York.
- 1972 Documenta 5, Museum Friedericianum, Kassel.
- The New Art, Hayward Gallery, London.
- 1973 Einige Frühe Beispiele Konzeptuelle Kunst Analytischen Charakters, Galerie Paul Maenz, Cologne.
- Contemporanea, Rome.
- 1974 Projekt'74, Cologne.
- Kunst über Kunst, Kölnischer Kunstverein, Cologne.
- 1976 Drawing Now, Museum of Modern Art, New York.
- Biennale di Venezia, Venise.
- 1979 Un Certain Art Anglais, Musée d'art moderne de la ville de Paris, Paris.
- 1980 Kunst in Europa na 68, Museum van Hedendaagse Kunst, Ghent.
- 1982 Documenta 7, Museum Fridericianum, Kassel.
- 1987 British Art of the Twentieth Century: The Modern Movement, Royal Academy, London.
- 1989 The Situationists International, 1957-1972, Musée National d'art moderne, Centre Pompidou, Paris.
- L'art conceptuel, une perspective, Musée d'art moderne de la ville de Paris; Fundación Caja de Prensiones, Madrid; Deichtorhallen, Hamburg.
- 1992 Repetición/Transformación, Museo Nacional de Arte Reina Sofia, Madrid.
- 1995 Toponimías (8) : ocho ideas del espacio, Fundación La Caixa, Madrid.
- Reconsidering the Object of Art, 1965-1975, Museum of Contemporary Art, Los Angeles.
- 1997 Documenta 10, Museum Fridericianum, Kassel.
- 1999 Global Conceptualism: Points of Origin 1950s-1980s, Queens Museum of Art, New York.
- 2002 Iconoclash, Center for Art and Media (ZKM), Karlsruhe.
- 2003 Biennale di Venezia, Venise.
- 2004 Before the End (The Last Painting Show), Swiss Institute, New York.
- 2005 Collective Creativity, Kunsthalle Fridericianum, Kassel.
- 2006 Le Printemps de Septembre à Toulouse - Broken Lines, Toulouse.
- Magritte and Contemporary Art: The Treachery of Images, Los Angeles County Museum of Art, Los Angeles.
- 2007 Sympathy for the Devil: Art and Rock'n Roll since 1967, Museum of Contemporary Art, Chicago.
- 2008 Vides. Une rétrospective, Musée National d'art moderne, Centre Pompidou, Paris.
- 2009 Rock-Paper-Scissors, Pop Music as Subject of Visual Art, Kunsthaus, Graz.
- 2010 Algunas Obras A Ler - Collection Eric Fabre, Berardo Museum, Lisbon.
- Seconde main, Musée d'art moderne de la ville de Paris/ARC, Paris.
- 2011 Erre, Variations Labyrinthiques, Musée National d'art moderne, Centre Pompidou-Metz, Metz.
- 2012 Materialising 'Six Years': Lucy Lippard and the Emergence of Conceptual Art, Brooklyn museum, New York.
- 2013 As if it could . Works and Documents from the Herbert Foundation, Herbert Foundation, Ghent.
- 2014 Propanganda für die Wirklichkeit, Museum Morsbroich, Leverkusen.
- Critical Machines, American University, Beyrouth.

## Externe links

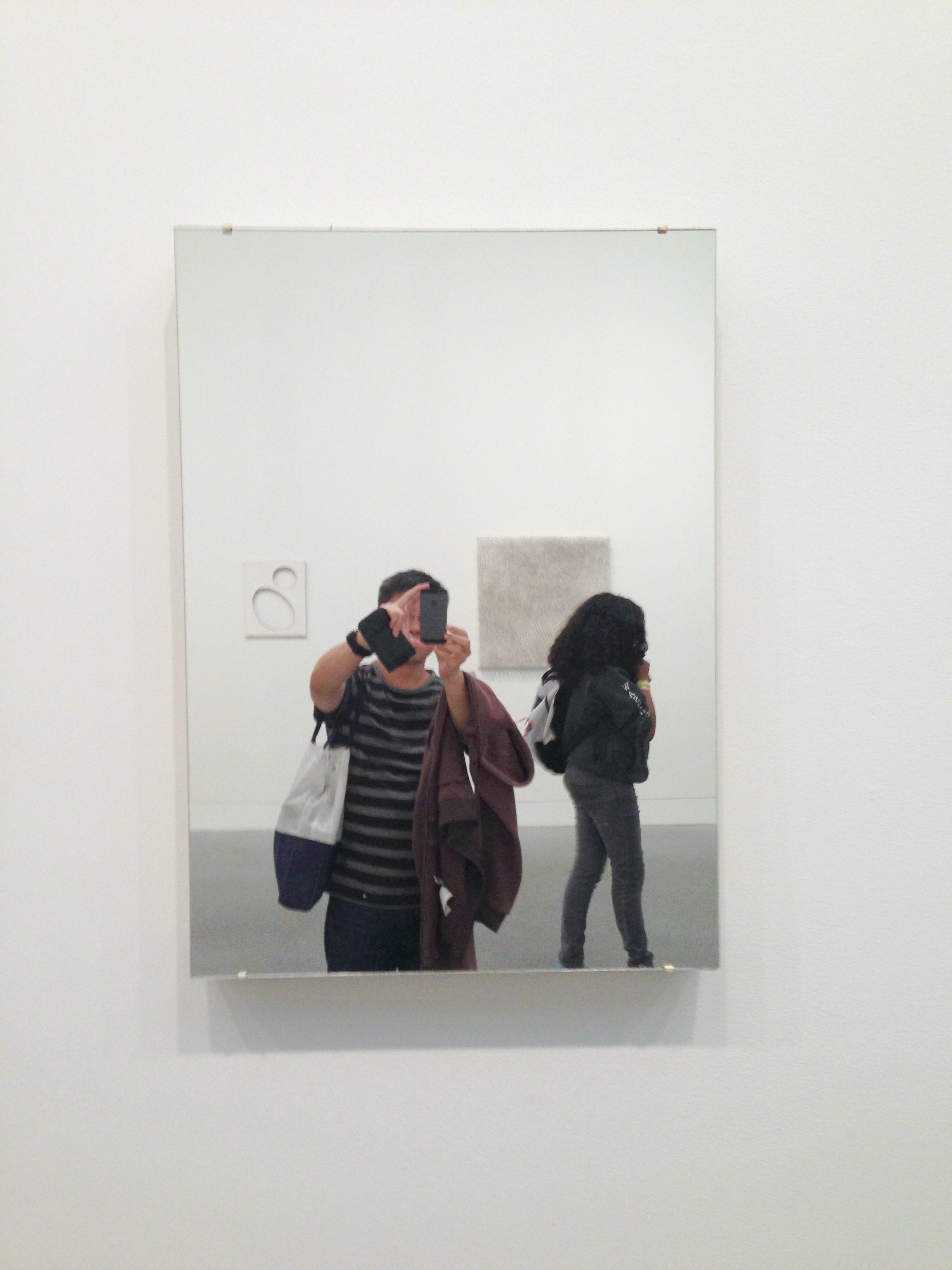
Art & Language, Untitled Painting, 1965 Courtesy Tate Modern Photo: Smuconlaw